# Entropie min
 (signalé en mai 2025).
Si vous disposez d'ouvrages ou d'articles de référence ou si vous connaissez des sites web de qualité traitant du thème abordé ici, merci de compléter l'article en donnant les références utiles à sa vérifiabilité et en les liant à la section « Notes et références ».
- Archive Wikiwix
- Bing
- Cairn
- DuckDuckGo
- E. Universalis
- Gallica
- Google
- G. Books
- G. News
- G. Scholar
- Persée
- Qwant
- (zh) Baidu
- (ru) Yandex
- (wd) trouver des œuvres sur Wikidata

En probabilités et en théorie de l'information, l'entropie min d'une variable aléatoire discrète X prenant n valeurs ou sorties possibles 1... n associées au probabilités p1... pn est :
{\displaystyle H_{\infty }(X)=\min _{i=1}^{n}(-\log p_{i})=-(\max _{i}\log p_{i})=-\log \max _{i}p_{i}}
La base du logarithme est juste une constante d'échelle. Pour avoir un résultat en bits, il faut utiliser le logarithme en base 2. Ainsi, une distribution a une entropie min d'au moins b bits si aucune sortie n'a une probabilité plus grande que 2-b.
L'entropie min est toujours inférieure ou égale à l'entropie de Shannon; avec égalité si toutes les valeurs de X sont équiprobables. L'entropie min est importante dans la théorie des extracteurs de hasard.
La notation {\displaystyle H_{\infty }(X)} vient d'une famille paramétrée d'entropies appelée entropie de Rényi,
{\displaystyle H_{k}(X)=-\log {\sqrt[{k-1}]{\begin{matrix}\sum _{i}(p_{i})^{k}\end{matrix}}}}